# Niszczewy (przystanek kolejowy)
Niszczewy – dawny wąskotorowy przystanek kolejowy w Niszczewach w powiecie aleksandrowskim w województwie kujawsko-pomorskim w Polsce.